# Leslie Azzoulai
Leslie Azzoulai est une actrice française qui a joué enfant et adolescente dans des films et des téléfilms durant les années 1980 et 1990. Elle est principalement connue pour ses rôles dans Van Gogh de Maurice Pialat et dans Travolta et moi de Patricia Mazuy.

## Biographie
Leslie Azzoulai commence sa carrière toute petite, en jouant dans des téléfilms et des publicités. Aimant la danse et le théâtre, sa mère lui avait en effet proposé de l'inscrire à des castings ce qu'elle dit avoir accepté avec joie.
À l'âge de onze ans, elle joue dans le film de Pascal Thomas Les Maris, les Femmes, les Amants la fille du personnage incarné par Hélène Vincent. Elle apprécie l'indépendance et le sentiment de liberté que lui procure ce travail, et est satisfaite de sa prestation à l'écran.
Leslie Azzoulay passe ensuite huit mois sur le tournage de Van Gogh de Maurice Pialat. Elle ne sait même pas, à l'époque, qui est Vincent van Gogh. À des insultes qu'elle reçoit du réalisateur elle rétorque sur le même ton et est renvoyée du tournage. Maurice Pialat lui fait ses excuses le lendemain et elle revient sur le film. Le tournage prend de plus en plus de retard, des scènes sont rajoutées toutes les semaines. La jeune actrice finira par redoubler sa classe de quatrième. Elle sera très déçue de voir qu'elle n'apparait que 20 minutes dans le montage final du film et dit même en avoir pleuré sur le tapis rouge du Festival de Cannes.
Elle joue ensuite dans le téléfilm  Le Bal de Jean-Louis Benoît où elle ne s'entend pas avec le réalisateur et se trouve « très mauvaise ».
C'est à cause de son rôle dans Van Gogh qu'elle est choisie par Patricia Mazuy pour son téléfilm Travolta et moi. La réalisatrice la trouve « géniale » dans le film de Pialat et la remarque pour « sa force intérieure » et « sa violence presque agressive. » Leslie Azzoulay accepte ce rôle immédiatement car elle se sent proche de ce personnage de jeune fille « révoltée. » C'est son premier rôle avec une femme réalisatrice, elle estime que cela modifie le rapport de travail et ressent « une réelle intimité et une attention de tous les instants ». Patricia Mazuy considère que Leslie Azzoulay « porte » Travolta et moi, et la compare à Sandrine Bonnaire dans Sans toit ni loi.
Les Cahiers du cinéma soulignent  sa performance dans ce téléfilm primé d'un léopard de bronze au Festival international du film de Locarno, la qualifiant « [d']actrice adolescente la plus épatante de tous les temps » tandis que Les Inrockuptibles la qualifient de « pétaradante. »
Patricia Mazuy tentera vainement de la retrouver pour la faire jouer dans son film Sport de filles sans savoir pourquoi elle a cessé de tourner. Elle estime qu'elle a beaucoup manqué au cinéma français.

## Filmographie

### Cinéma
- 1989 : Les Maris, les Femmes, les Amants de Pascal Thomas
- 1991 : Van Gogh de Maurice Pialat

### Télévision
- 1993 : Le Bal de Jean-Louis Benoît (téléfilm)
- 1994 : Travolta et moi de Patricia Mazuy (téléfilm)
- 1996 : Mylène de Claire Devers (téléfilm)
- 1997 :  Une soupe aux herbes sauvages de Alain Bonnot (téléfilm)